# Def Jam: Fight for NY
Def Jam: Fight for NY är ett hiphopinfluerat fightingspel som utspelar sig i hiphopen och gangstarapens brutala värld. Spelet utvecklades av AKI Corporation och EA Canada och publicerades av Electronic Arts under 2004 till Playstation 2, Gamecube och Xbox. Spelet är en uppföljare till Def Jam Vendetta och följs av Def Jam: Icon. 2006 släpptes även en version av spelet till Playstation Portable, Def Jam Fight for NY: The Takeover.
Def Jam är ett legendariskt skivbolag som har kontrakt med många kända amerikanska rappare, sångare och skådespelare.

## Artister som medverkar (urval)
- Bubba Sparxxx
- Ice-T
- Sean Paul
- Snoop Dogg
- David Banner
- Redman
- Lil' Kim
- Rappish
- Ludacris
- Elephant Man
- Busta Rhymes
- Xzibit
- Bless
- Method Man
- Bone Crusher
- Sticky Fingaz